# Brunnen in Meiningen

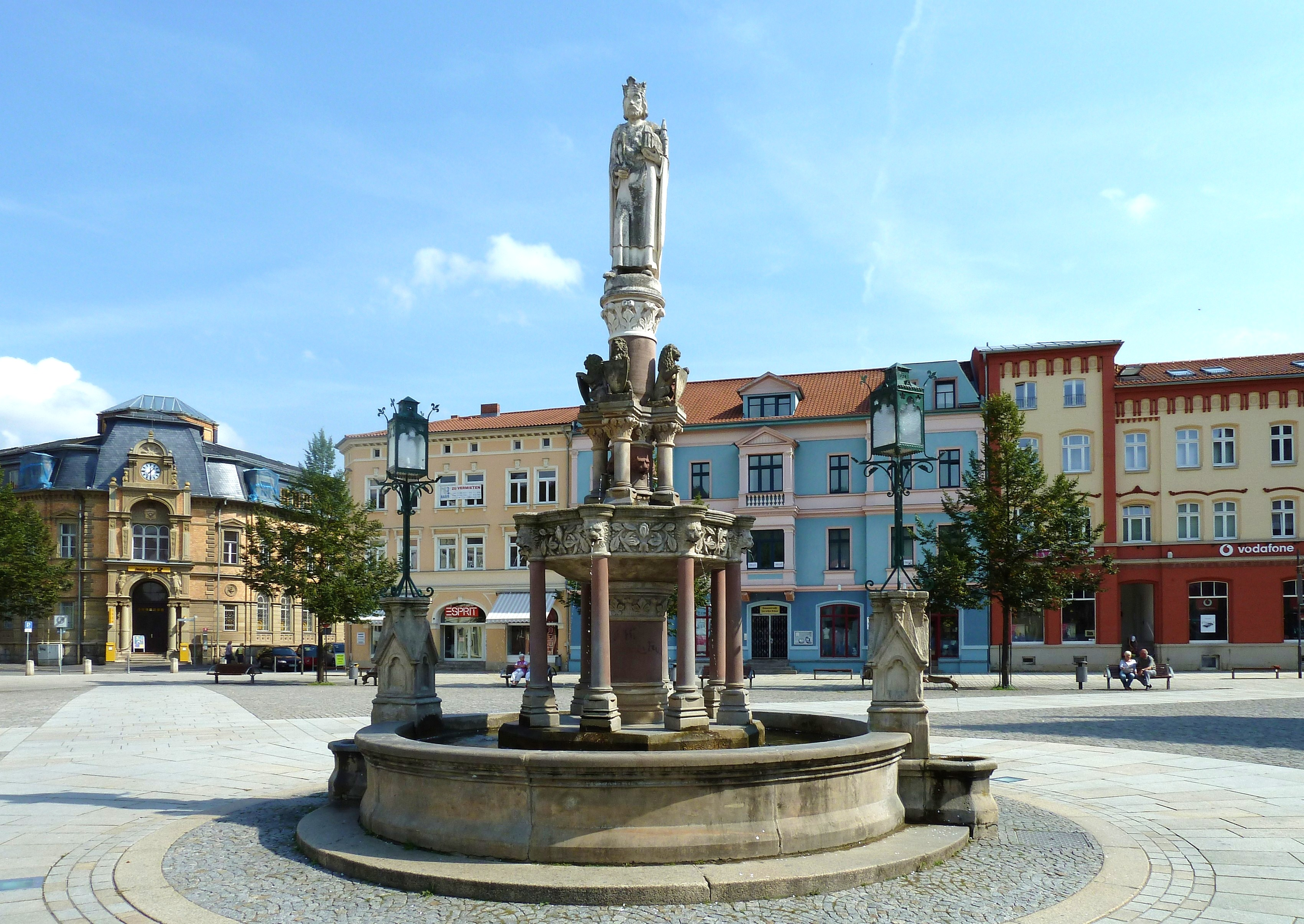
Heinrichsbrunnen

Brunnen in Meiningen listet Zier- und Nutzbrunnen in der südthüringischen und zur Region Franken gehörenden Stadt Meiningen auf.
Neben den Brunnen, die seit jeher das Grundwasser nutzen, versorgen schon seit dem Mittelalter auch Quellen aus dem städtischen Umland die Stadt Meiningen mit frischem Quellwasser. Die ersten vier Wasserleitungen verlegten Mönche in den Jahren 1232 bis 1243. Die vier bedeutendsten Quellen sind der Kirchbrunnen, der Neubrunn, die Dreißigackerer Quelle und die Welkershäuser Quelle. Eine Reihe von Nutzbrunnen wandelte man seit dem 17. Jahrhundert in Zierbrunnen um. Infolge des aufgeklärten Absolutismus und im Rahmen der Stadterweiterung errichtete man seit dem 18. Jahrhundert auch reine Zierbrunnen. 
Bei archäologischen Ausgrabungen in der Altstadt legte man bisher mehrere runde gemauerte Brunnenschächte frei, die sich auf privaten Grund in Innenhöfen befanden. Manche Zierbrunnen wurde ganz oder zum Teil, hier meist der Brunnenstock mit Figur von bekannten Persönlichkeiten gestiftet, darunter Herzog Georg II., Architekt Eduard Fritze und Herzog Bernhard III. Einige der einst zahlreichen Nutzbrunnen konnten bis in die Gegenwart erhalten werden und stehen unter Denkmalschutz.

## Meininger Brunnen

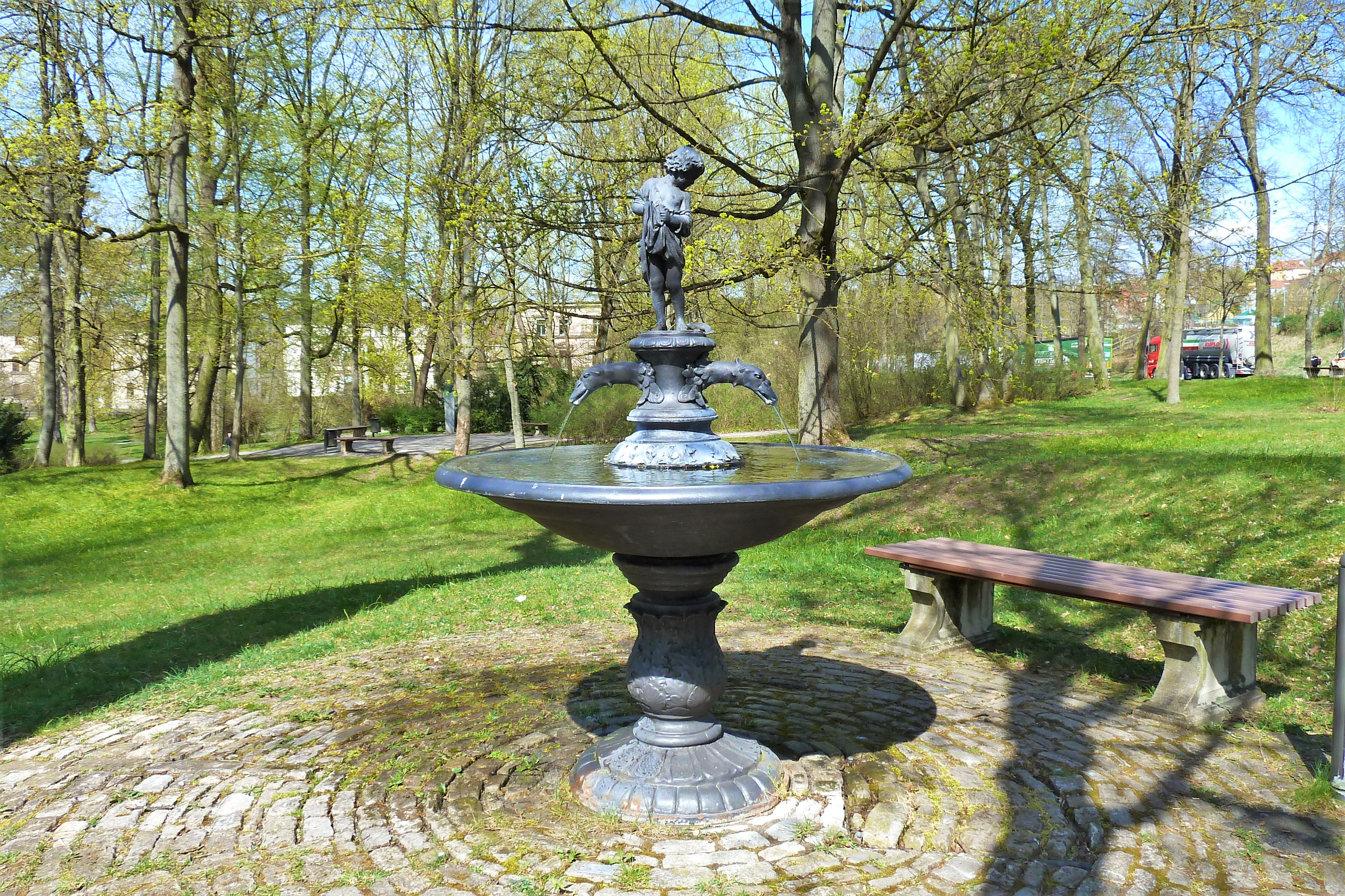
Fischknabenbrunnen

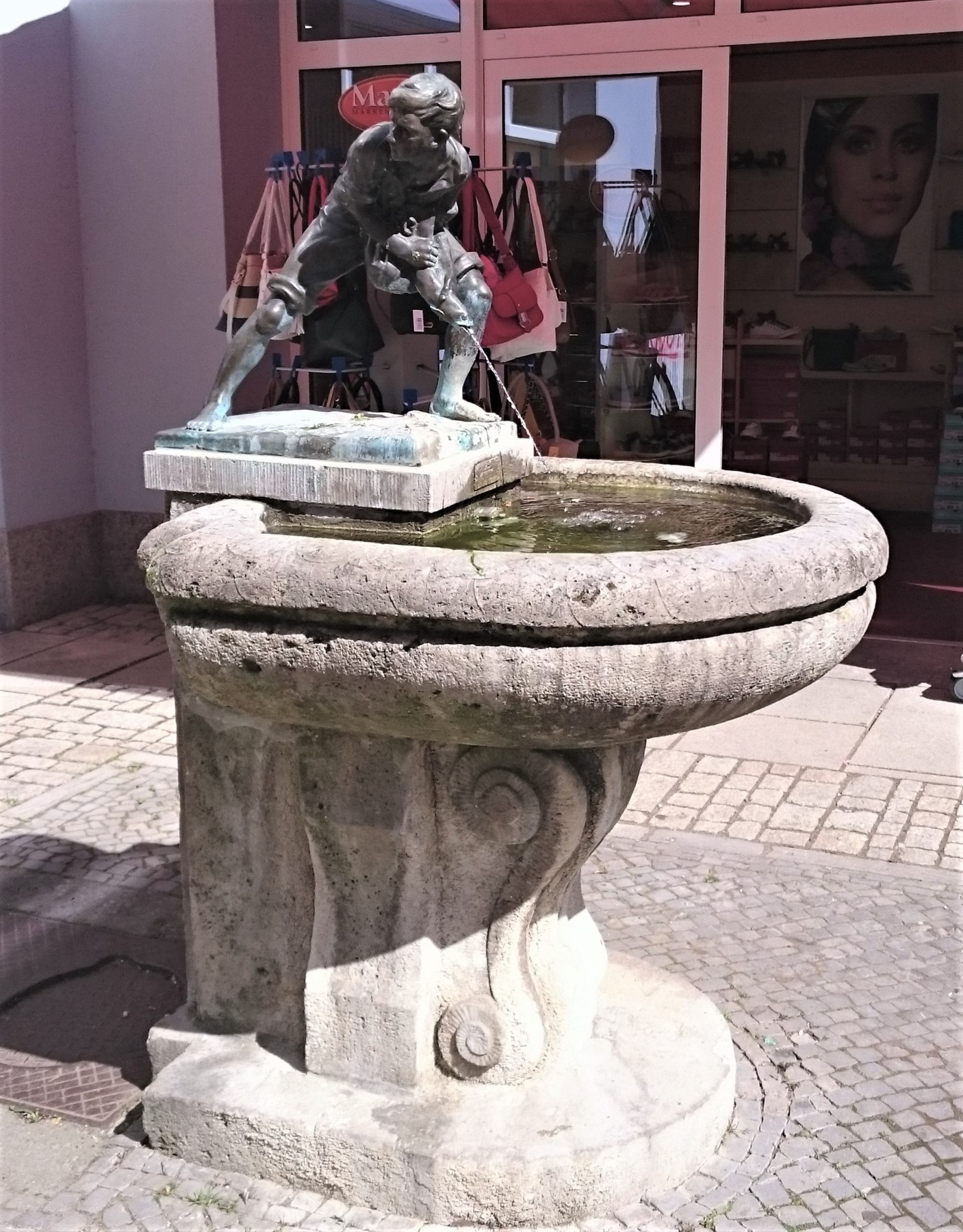
Fischdieb-Brunnen

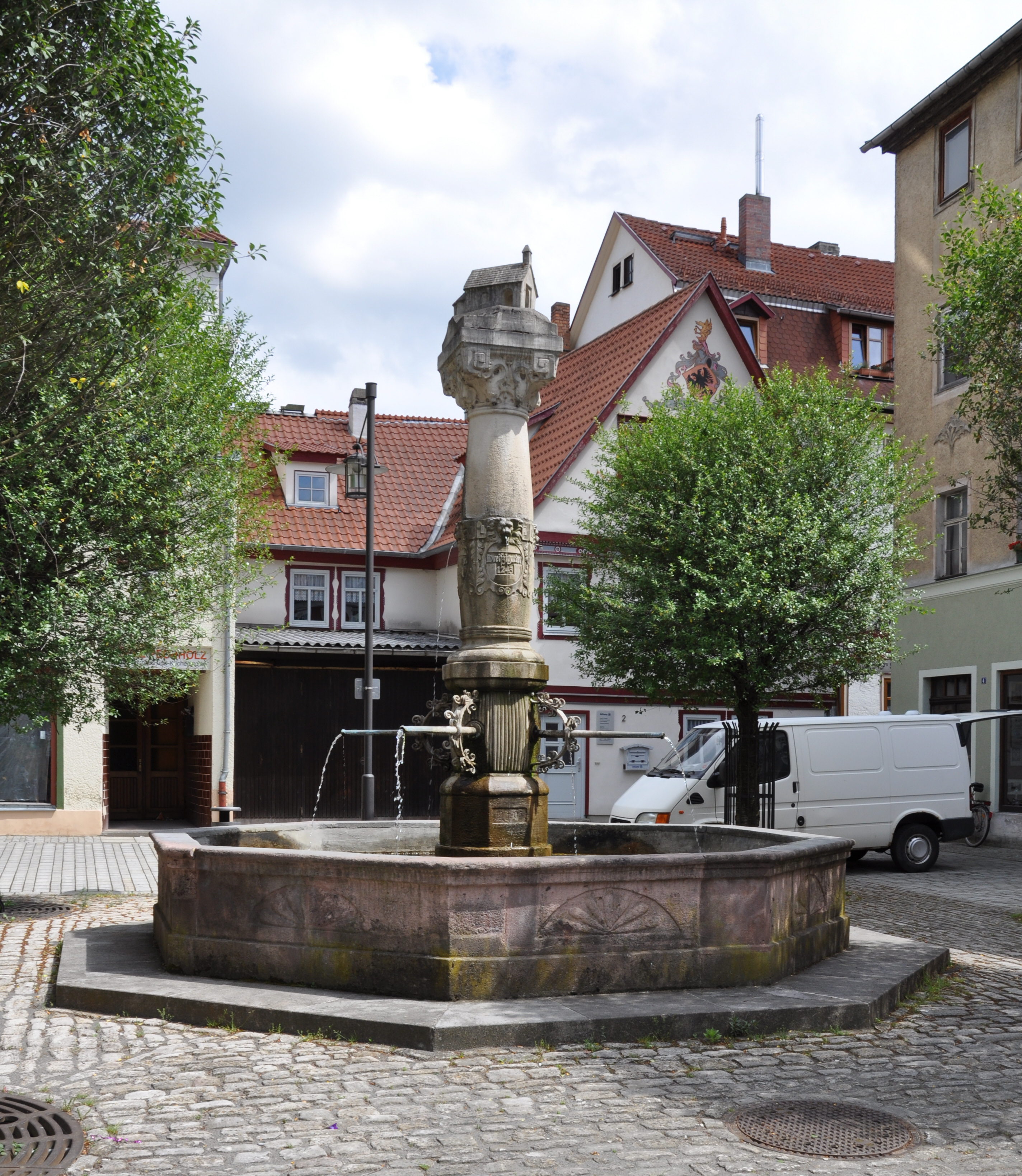
Kapellenbrunnen

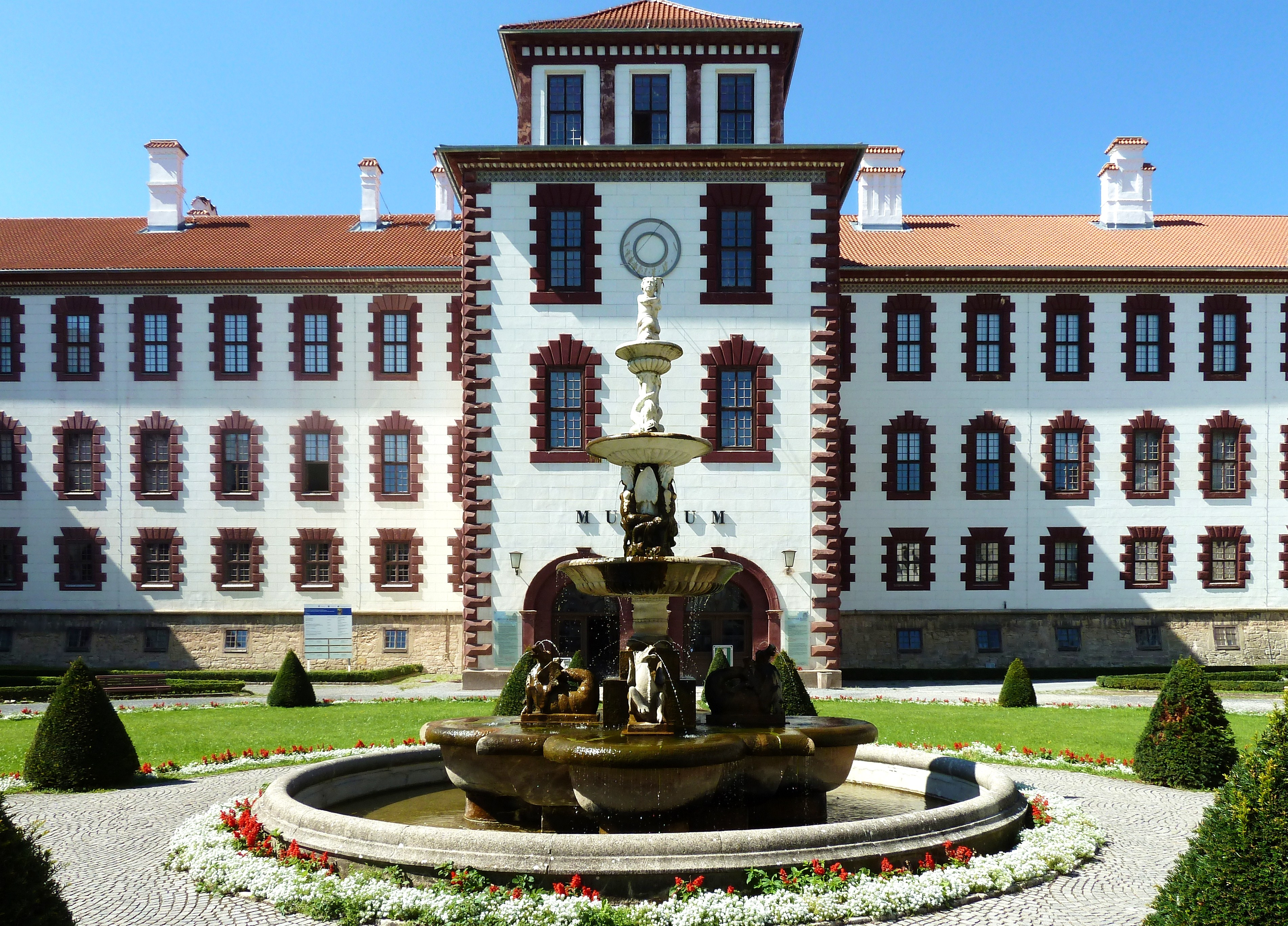
Marmorbrunnen im Schlosshof

### Bechsteinbrunnen
Der „Bechsteinbrunnen“, auch Märchenbrunnen genannt, ist ein 1909 erbauter Zierbrunnen. Er ist dem Schriftsteller, Archivar, Märchen- und Sagensammler Ludwig Bechstein (1801–1860) gewidmet. Der von Robert Diez geschaffene Brunnen befindet sich an einem Hauptweg im Englischen Garten. Der Sockel und das Brunnenbecken bestehen aus Kalkstein, darüber steht die bronzene Figurengruppe „Waldgeheimnis“, die einen missgestalteten, gutmütigen Erdgeist und eine Nymphe darstellt.
→ Siehe Hauptartikel: Bechsteinbrunnen
- Geographische Lage: 50° 34′ 19,7″ N, 10° 25′ 3,5″ O

### Brahmsdenkmal
Das „Brahms-Denkmal“ ist eine Denkmalanlage mit zwei Zierbrunnen. Sie ist dem Komponisten und Dirigenten Johannes Brahms (1833–1897) gewidmet und wurde 1898/99 vom Bildhauer Adolf von Hildebrand errichtet. Brahms hielt sich als Gast von Herzog Georg II. sehr oft in Meiningen auf und arbeitete eng mit der Meininger Hofkapelle zusammen. Die Denkmalanlage befindet sich im Südosten des im Zentrum der Stadt gelegenen Englischen Gartens.
→ Siehe Hauptartikel: Brahms-Denkmal
- Geographische Lage: 50° 34′ 19,4″ N, 10° 25′ 8,5″ O

### Fischknabenbrunnen
Der „Fischknabenbrunnen“ befindet sich nah an einem Hauptweg im Englischen Garten und wurde 1858 von Bildhauer Ferdinand Müller geschaffen. Der Brunnen ist der Mittelpunkt einer kreisrunden gepflasterten Anlage mit Bänken und besteht aus einer gusseisernen Fangschale, in deren Mitte ein Knabe Fische in einem angehobenen Hemd trägt. Der Knabe steht auf einem gusseisernen Brunnenstock, an dem zwei Schwanenköpfe mit Hals angebracht sind. Aus den Schnäbeln fließt das Wasser in die Schale. 1932 brach man den Brunnen wegen Defekten an der Anlage ab. In den 1990er Jahren wurde nach der Restaurierung der einzelnen Bauteile der Brunnen wieder aufgestellt.
- Geographische Lage: 50° 34′ 26,2″ N, 10° 25′ 9,6″ O

### Fischdieb-Brunnen
Der „Fischdieb-Brunnen“ ist ein Zierbrunnen und wurde 1935 errichtet. Die Figur des unter Denkmalschutz stehenden Brunnens stammt vom Bildhauer Adolf Trabert.
Der im Auftrag der Stadt entstandene Brunnen steht auf einem kleinen Platz an der Einmündung der Postgasse in die Meininger Hauptgeschäftsstraße Georgstraße in der historischen Altstadt. An dieser Stelle befanden sich bereits Jahrhunderte zuvor einige Laufbrunnen. Die Bronzefigur des Fischdieb-Brunnens schuf 1934 der Bildhauer Adolf Trabert (1889–1944) und stellt einen Knaben mit einem gestohlenen Hecht dar. Das Wasser fließt aus dem Maul des Fisches in einen Brunnenbecken aus Kalkstein, geschaffen vom Steinmetz Rose. Der Brunnen wurde im Oktober 1935 in Betrieb genommen, dazu wurde ein Gedicht im Meininger Tageblatt veröffentlicht.
- Geographische Lage: 50° 34′ 9,6″ N, 10° 24′ 55,6″ O

### Gänsemännchenbrunnen
Der „Gänsemännchenbrunnen“ ist einer der ältesten Zierbrunnen der Stadt und wurde 1854 errichtet. Die Brunnenfigur ist eine Kopie der Gänsemännchenfigur vom bekannten gleichnamigen Brunnen in Nürnberg, die der Erzgießer Pankraz Labenwolf um das Jahr 1550 fertigte. In einem achteckigen Sandsteinbecken steht auf einem achteckigen Steinsockel die Bronze-Figur des Gänsemännchen, die einen Bauern in Bundhose und Stiefeln mit zwei Gänsen unter den Armen darstellt. Aus den Schnäbeln beider Gänse ergießt sich das Wasser in das Becken. Der Brunnen hatte im Laufe der Zeit mehrere Standorte und befindet sich seit 1991 am Anfang der Georgstraße.
→ Siehe Hauptartikel: Gänsemännchenbrunnen
- Geographische Lage: 50° 34′ 14,8″ N, 10° 24′ 56,2″ O

### Heinrichsbrunnen
Der „Heinrichsbrunnen“ ist ein zentral auf dem Marktplatz gelegener historistischer Zierbrunnen. Die Steinplastik auf dem Brunnenstock stellt den Kaiser Heinrich II. des Heiligen Römischen Reiches dar. Der Brunnen war eine Stiftung von Herzog Georg II. und wurde 1872 an Stelle des bis dahin befindlichen Neptunbrunnen aufgestellt. Der Brunnen besteht aus einem runden steinernen Trog und einem dreietagiger Brunnenstock, der von acht sowie vier Säulen getragen wird. Der Brunnen wird von der ganzfigurigen lebensgroßen Statue von Heinrich II. gekrönt.
→ Siehe Hauptartikel: Heinrichsbrunnen
- Geographische Lage: 50° 34′ 3,7″ N, 10° 24′ 55,8″ O

### Kapellenbrunnen
Der Kapellenbrunnen befindet sich auf dem Platz an der Kapelle im Süden der Altstadt. Das Becken mit Brunnenstock wurde 1823 als Teil des Neptunbrunnens auf dem Markt erbaut. Um Platz für den neuen → Heinrichsbrunnen zu schaffen, versetzte man es 1872 hierher. Einen neuen Brunnenstock nach eigenen Entwurf stiftete 1905 der Architekt Eduard Fritze als Dank für die an ihn verliehene Ehrenbürgerschaft. Die Arbeiten hierfür verrichtete die Firma Heinrich Militzer. Der Kapellenbrunnen wurde 1968 und 1995 restauriert.
Inmitten des achteckigen Brunnenbeckens erhebt der rund fünf Meter hohe Brunnenstock, der von einem Kapitell mit einem darauf befindlichen stilisierten Kapellenmodell gekrönt ist. Die Kapelle symbolisiert die am 22. Juni 1374 auf diesem Platz geweihte Sühnekapelle „Maria Magdalena“, errichtet als Reue für die 1349 zerstörte Synagoge an diesem Ort und die folgende Judenverfolgung. Die Kapelle wurde 1556 nach der Reform wieder abgerissen. Im unteren Teile des Brunnenstocks sind vier in alle Himmelsrichtungen angeordnete wasserspeiende Röhren angebracht. Im oberen Teil dienen vier Löwenköpfe als Wasserspender, unter diesen sind auf Schriftkartuschen die Namen der vier Quellen und deren Wasserfassung angebracht. Dies sind Dreißigackerer Quelle (1243), Neubrunn (1904), Welkershäuser Quelle (1890) und Kirchbrunnen (1670).
- Geographische Lage: 50° 33′ 58,9″ N, 10° 24′ 53,2″ O

### Nonnenplan-Brunnen
- Geographische Lage: 50° 33′ 59,9″ N, 10° 24′ 56,4″ O

### Schlosshof-Brunnen
- Geographische Lage: 50° 34′ 13,5″ N, 10° 24′ 45,9″ O

### Schwanenbrunnen
- Geographische Lage: 50° 34′ 16″ N, 10° 25′ 3,1″ O

## Weitere Brunnen

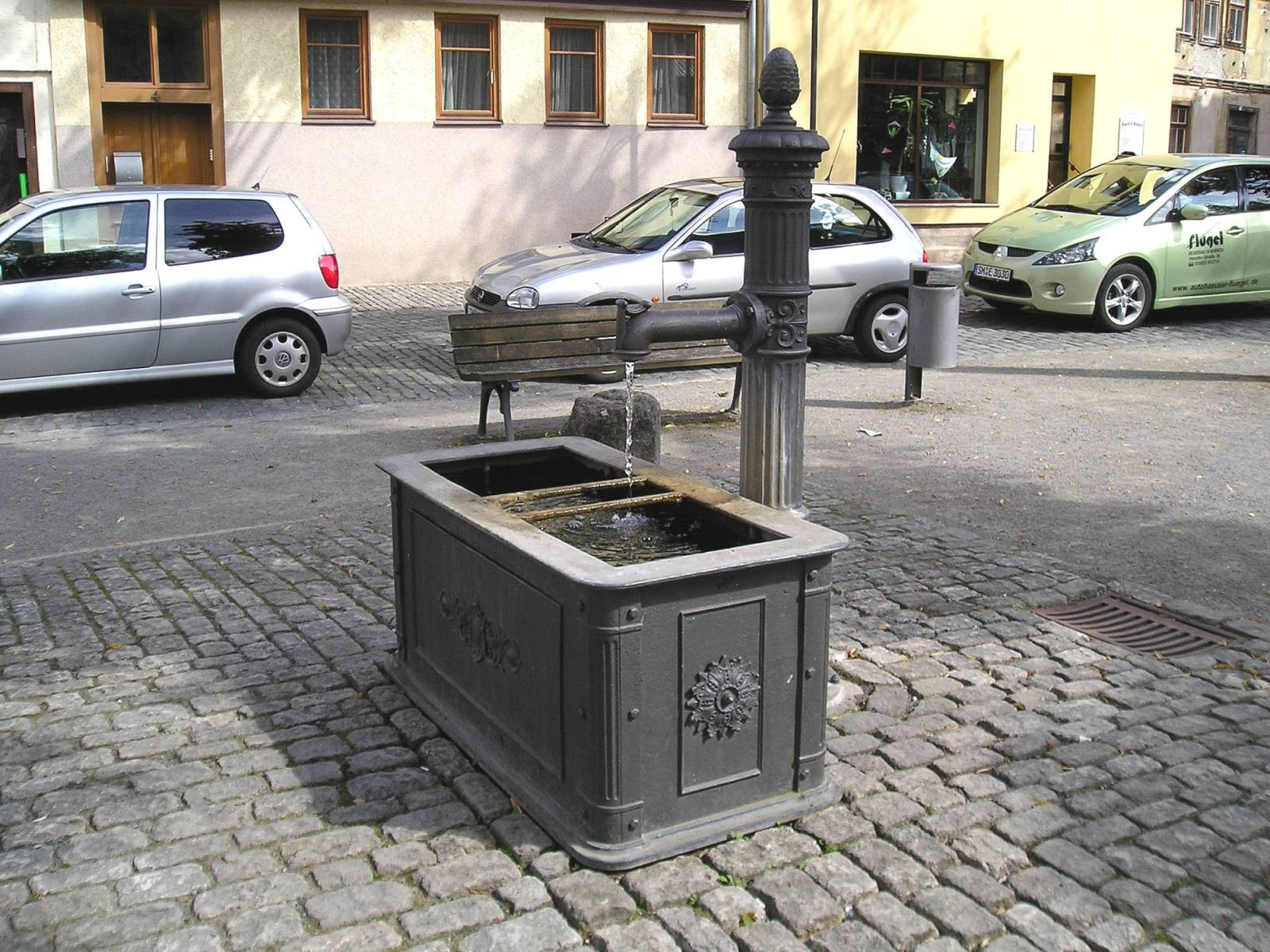
Kastenbrunnen auf dem Töpfemarkt

- Brunnen auf dem Töpfemarkt, gusseiserner Kastenbrunnen.
- Brunnen Obere Kaplaneistraße, gusseiserner Kastenbrunnen.
- Brunnen im Steinweg, Nutzbrunnen mit steinernem Trog.
- Tellerbrunnen oder Drachenbrunnen in der Bernhardstraße, gusseiserne kelchartige Brunnenschale flankiert von zwei Blumenständern, seit 1846 an diesem Ort.
- Osterbrunnen am Beginn der Burggasse, in einer Natursteinmauer eingelassener Brunnen mit Becken.
- Sonnebrunnen, Nutzbrunnen mit großem steinernen Trog in der Gartenstraße.
- Brunnen am Schwabenberg, gusseiserner Kastenbrunnen.